# Линдстрём, Каролина
Каролина Линдстрём (швед. Carolina Lindström, 12 мая 1812—1892) — шведская модистка.

## Биография
Каролина Лундстрём родилась в 1812 г. Её отец Андерс Лундстрём был лейтенантом гражданского ополчения Стокгольма (Stockholms borgerskaps militärkårer), мать — торговкой рыбой. Каролина с юности помогала маме, потом сама держала рыбную будку. Постепенно накопив необходимую сумму, она оплатила трёхмесячный курс по производству модных шляп у известной на весь город французской мастерицы.
В 1842 г. Каролина открыла магазинчик по продаже шляп на улице Västerlånggatan столицы. Её дело постепенно расширялось, рос список деловых знакомств, так что когда в 1844 г. Карл XIV Юхан оказался при смерти, Каролина узнала это от дворцовых слуг и успела скупить чёрные траурные ленты у всех модисток, прежде чем было объявлено о кончине монарха.
Разбогатев, Каролина открыла второй магазин на Hornsgatan. Она была известной в городе особой, её даже прозвали «Вечерней звездой» за привычку прогуливаться по ночам.
В 1847 г. Каролина вышла замуж за торговца пряностями Ф. Л. Линдстрёма, который едва не разорил её, спекулируя на её деньги. Для защиты своего дела от кредиторов Каролина была вынуждена подать на развод. 
В 1892 г. Каролина оставила своё дело своим помощникам, а сама купила себе место в доме для престарелых, где скончалась спустя всего несколько месяцев. Её магазин по-прежнему является самым старым магазином Стокгольма.